# Ilattia undulifera
Ilattia undulifera är en fjärilsart som beskrevs av Butler 1875. Ilattia undulifera ingår i släktet Ilattia och familjen nattflyn. Inga underarter finns listade i Catalogue of Life.